# Красногорка (Марий Эл)
Красногорка — село в Горномарийском районе Республики Марий Эл России. Входит в состав Красноволжского сельского поселения.

## География
Село находится в юго-западной части республики в зоне хвойно-широколиственных лесов, на южном берегу Чебоксарского водохранилища, к западу от автодороги 88К-029, на расстоянии примерно 2 километров (по прямой) к юго-западу от города Козьмодемьянска, административного центра района. Абсолютная высота — 108 метров над уровнем моря.

### Климат
Климат характеризуется как умеренно континентальный, с умеренно холодной снежной зимой и относительно тёплым летом. Среднегодовая температура воздуха — 3,3 °С. Средняя температура воздуха самого тёплого месяца (июля) — 18,9 °C (абсолютный максимум — 37 °C); самого холодного (января) — −12,4 °C (абсолютный минимум — −44 °C). Продолжительность устойчивых морозов в среднем 127 дней. Среднегодовое количество атмосферных осадков составляет 518 мм, из которых около 358 мм выпадает в период с апреля по октябрь.

### Часовой пояс
Село Красногорка, как и вся Марий Эл, находится в часовой зоне МСК (московское время). Смещение применяемого времени относительно UTC составляет +3:00.

## Население
| 2002 | 2010 | 2013 | 2014 |
| ---- | ---- | ---- | ---- |
| 169  | ↘116 | ↗160 | ↘141 |

### Национальный состав
Согласно результатам переписи 2002 года, в национальной структуре населения русские составляли 92 %.

## Известные уроженцы
Гаврилов Михаил Аполлонович (1905—1989) — советский педагог. Учитель математики Козьмодемьянского педагогического училища (1947—1956) и Козьмодемьянской школы-интерната Марийской АССР (1956―1960). Заслуженный учитель школы РСФСР (1951). Участник Великой Отечественной войны.